# Odax
Odax is een geslacht van straalvinnige vissen uit de familie van de botervissen en wijtingen (Odacidae).

## Soorten
De volgende soorten zijn bij het geslacht ingedeeld:
- Odax acroptilus (Richardson, 1846)
- Odax cyanoallix (Ayling & Paxton, 1983)
- Odax cyanomelas (Richardson, 1850)
- Odax pullus (Forster, 1801)